# Kremlin Cup 2015
Der Kremlin Cup 2015 war ein Tennisturnier der WTA Tour 2015 für Damen und ein Tennisturnier der ATP World Tour 2015 für Herren im Olimpijski in Moskau. Das Turnier für beide Geschlechter fand zeitgleich vom 18. bis 25. Oktober 2015 statt.

## Herrenturnier
→ Qualifikation: Kremlin Cup 2015/Herren/Qualifikation

## Damenturnier
→ Qualifikation: Kremlin Cup 2015/Damen/Qualifikation